# 拉昔丁
拉昔丁，前马来西亚吉打州㐷莫公正党国会议员。他曾於2008年至2013年擔任国会议员。在2013年马来西亚大选中，拉昔丁输给了国民阵线的依斯邁道勿，因而連任失敗。